# Herman Simm
Herman Simm (Suure-Jaani, 1947. május 20.) észt állami tisztviselő, a védelmi minisztérium egykori magas rangú munkatársa. Oroszország javára végzett kémkedés miatt 2008 novemberében büntetőeljárást indítottak ellene és 2009-ben 12 és fél éves börtönbüntetésre ítélték.

## Élete
Simm elvégezte a Szovjetunió Belügyi Akadémiáját. 1994-től országos rendőrfőnök volt, majd 1995-től az észt védelmi minisztériumban dolgozott. 2000-től 2006-ig a minisztérium biztonsági részlegét vezette.

## Kémkedés
Simm a NATO-val kapcsolatos titkokat adott át az orosz hírszerzésnek. 2009-ben 15 és fél év börtönbüntetésre ítélték, és jelentős pénzbeli kártérítés megfizetésére kötelezték. 2017-ben egy észt bíróság a bűncselekmény súlya miatt elutasította idő előtti szabadonbocsájtására irányuló kérvényét.